# 利奥波德山

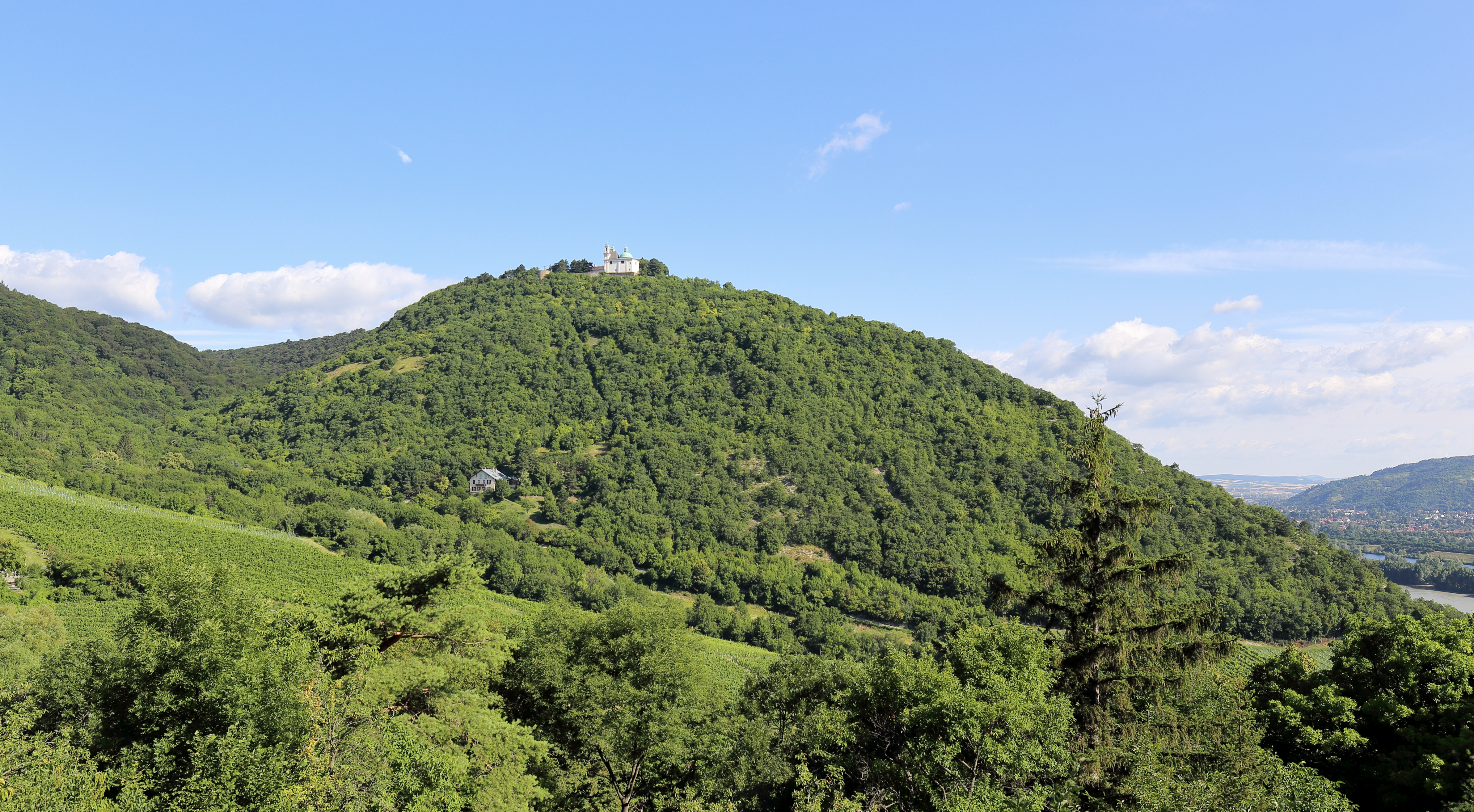

利奥波德山（Leopoldsberg）是奥地利维也纳的一座山丘，高425米。
山顶的利奥波德教堂（Kirche am Leopoldsberg）供奉圣利奥波德，建于1679年。

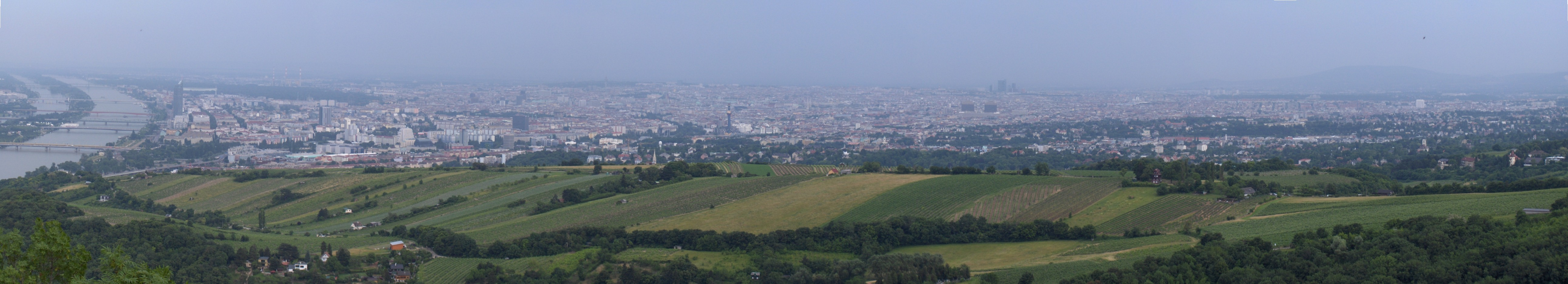
从利奥波德山看维也纳全景

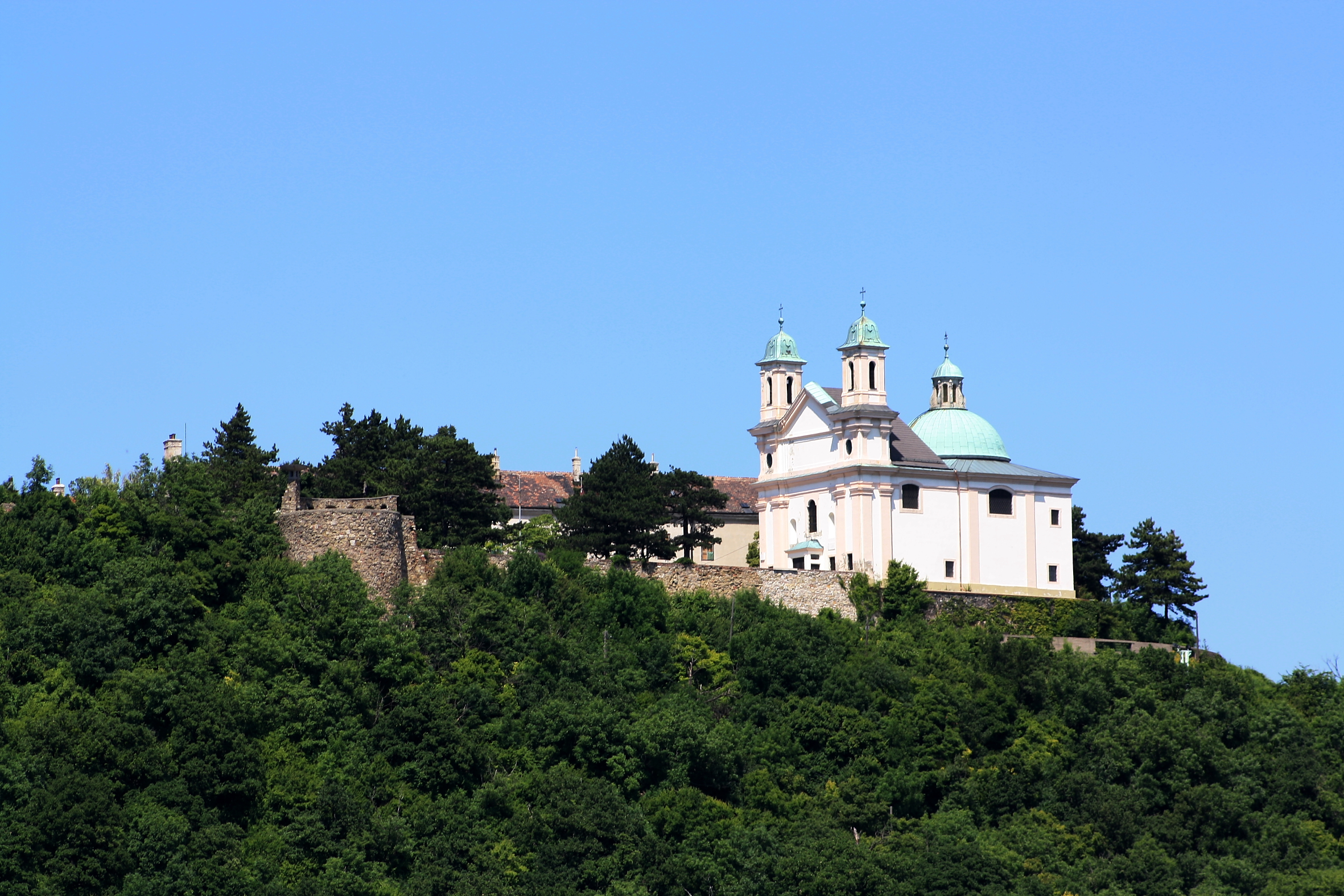
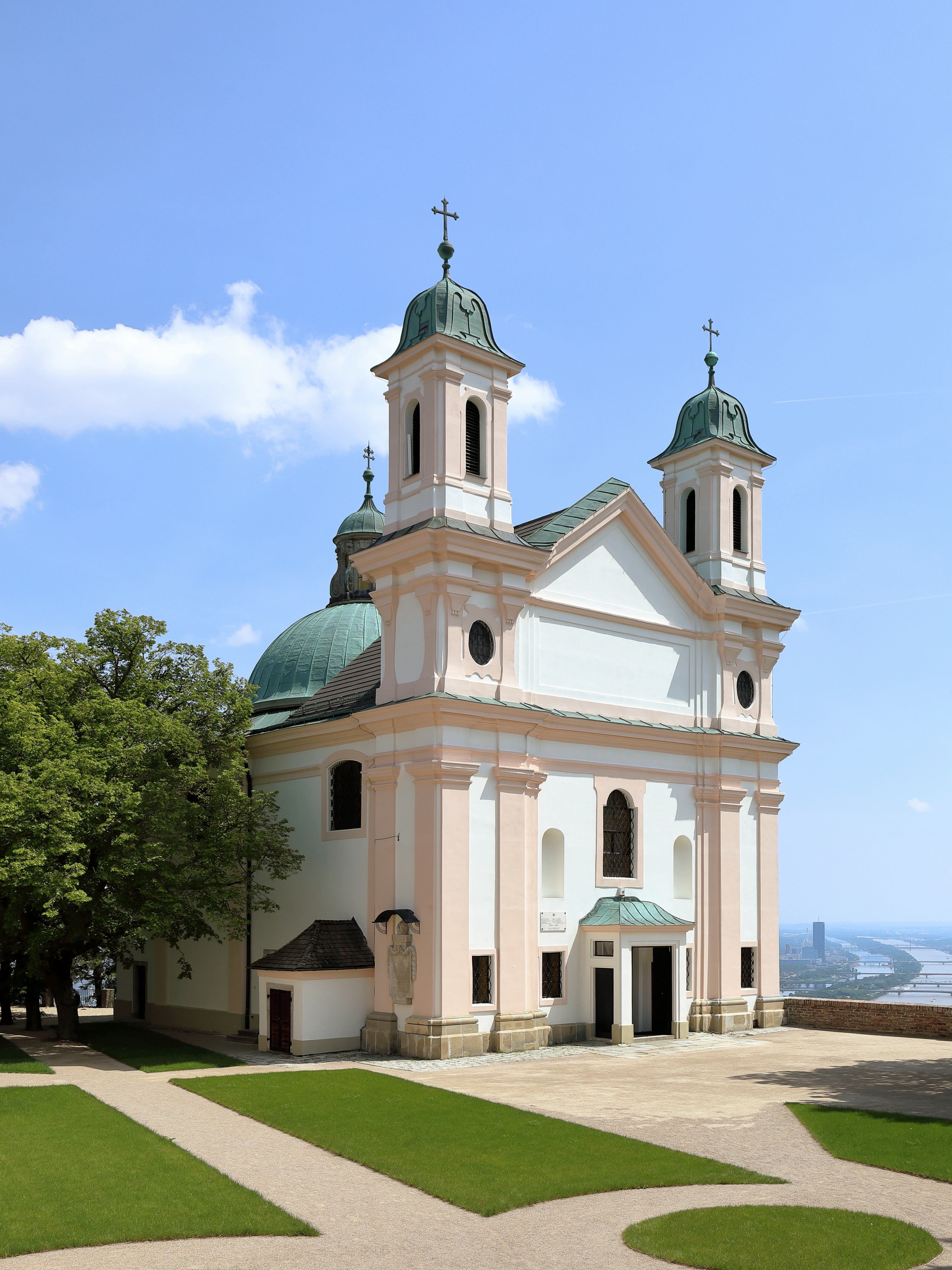
利奥波德教堂
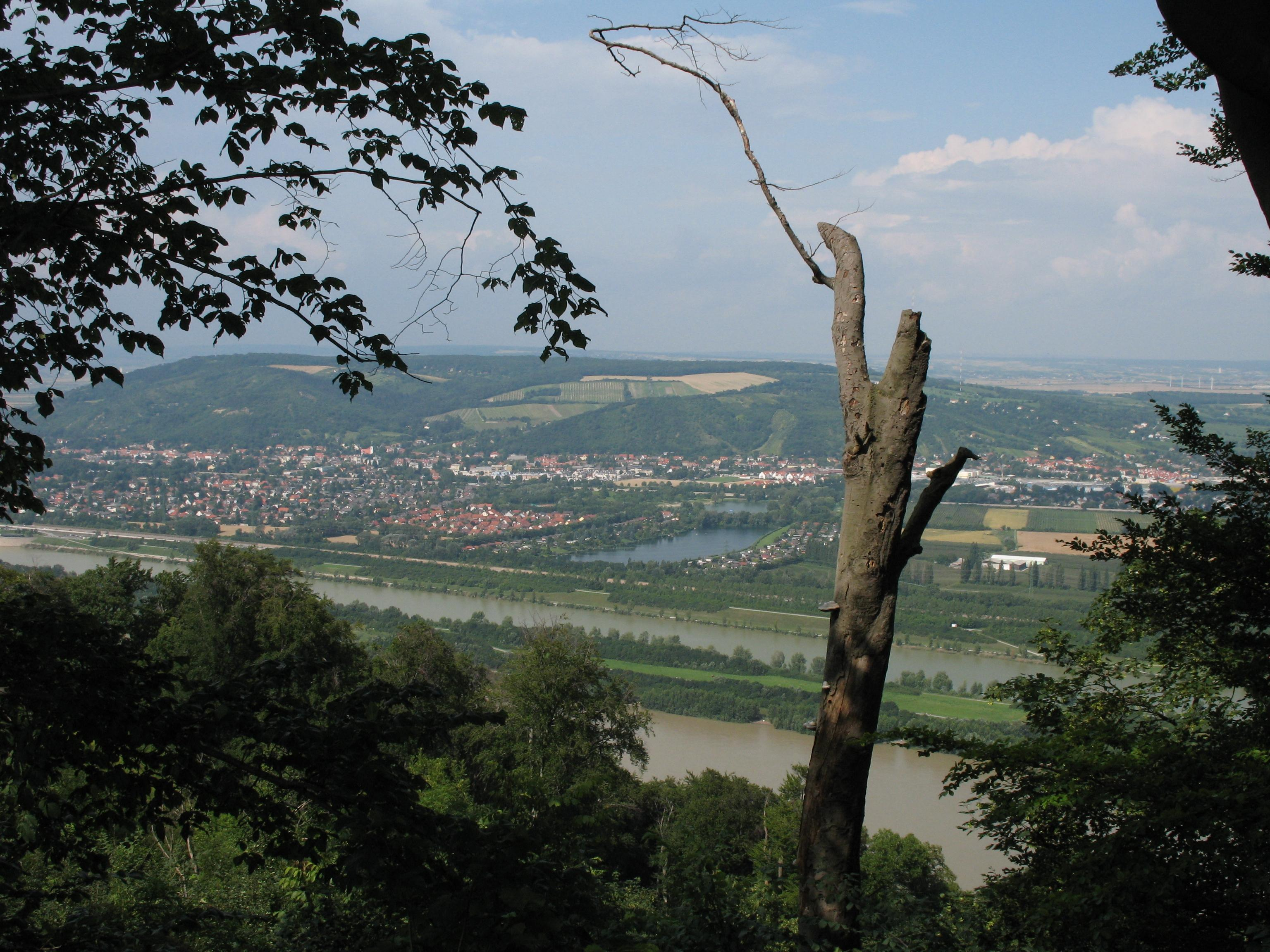
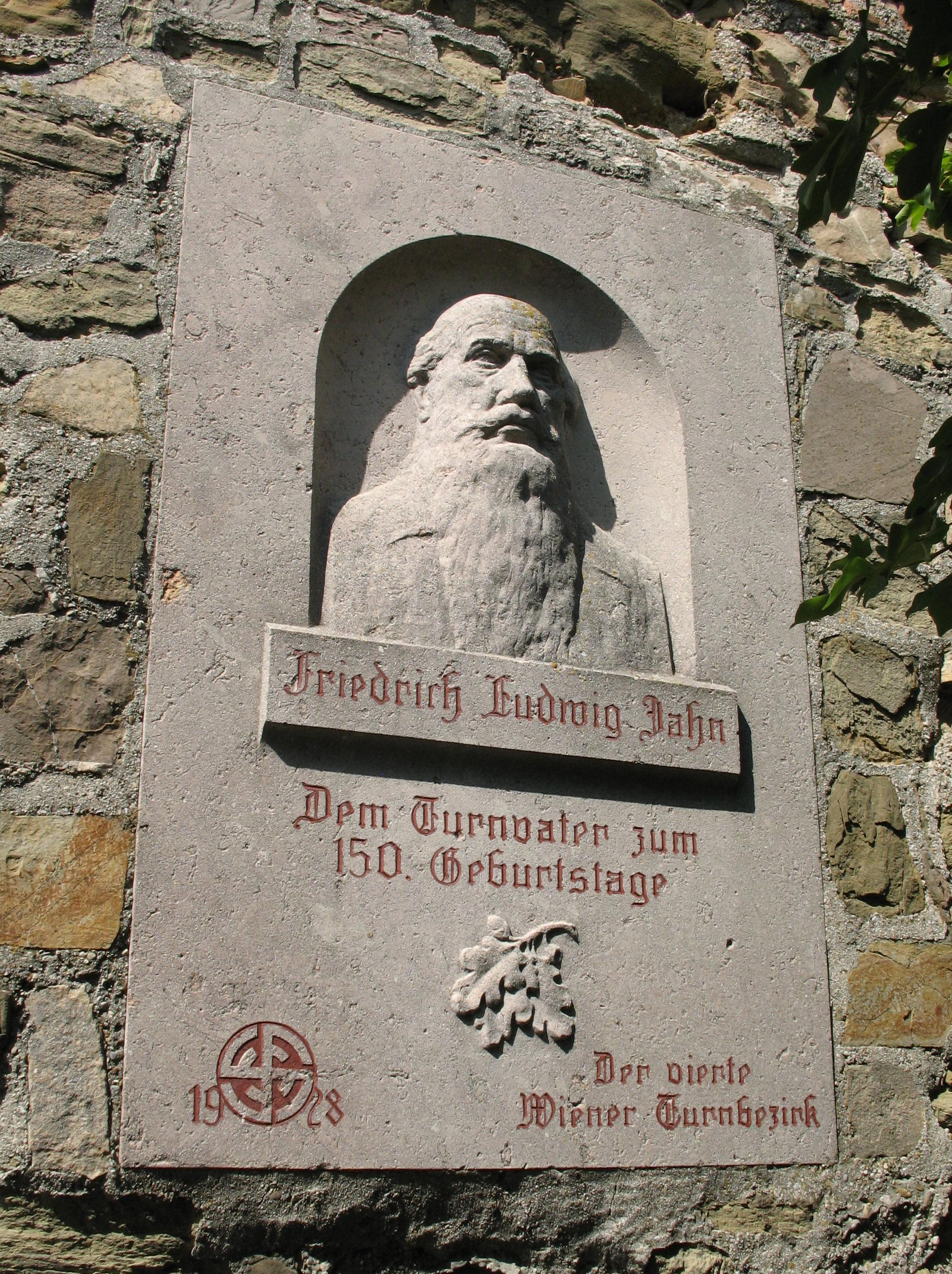
Jahn memorial